# Pterostylis furcillata
Pterostylis furcillata är en orkidéart som beskrevs av Herman Montague Rucker Rupp. Pterostylis furcillata ingår i släktet Pterostylis och familjen orkidéer. Inga underarter finns listade i Catalogue of Life.